# Šiaulių plento grupė
Šiaulių plento grupė ist eine litauische Unternehmensgruppe in Šiauliai. Es erzielte 2008 einen Umsatz von 390 Mio. Litas und später 438 Mio. Litas (126,853 Millionen Euro).  Die Unternehmensgruppe bilden die Straßenbaufirmen „Šiaulių plentas“, „Žemaitijos keliai“, „Mažeikių automobilių keliai“, „Šiaulių kelias“, „Šiaulių ranga“, „Žemda“, „Grundolita“, „Klaipėdos grundolita“, „Infrastruktūros inžinerija“ und „P.D.M.Suwalki S.A“ (Polen); früher auch „Avtodorogi“ (Kaliningrad).
Das Unternehmen (über die Investmentgesellschaft „Avestis“) verwaltete bis 2010 Bauunternehmer Arvydas Avulis.